# Balzi Rossi
Balzi Rossi (italianizzato dal ventimigliese Bàussi Russi = "sassi rossi", in francese anche Baoussé-Roussé) è un toponimo dato a una spiaggia (nota anche come "spiaggia delle uova"), un museo e un complesso di grotte e ripari sotto roccia in cui sono stati scoperti, a partire dalla seconda metà dell'Ottocento, numerosi reperti di epoca paleolitica, riferiti sia all'Homo sapiens che all'Homo neanderthalensis. Il sito archeologico è situato nei pressi della frazione Grimaldi di Ventimiglia, a poca distanza dal valico di frontiera di Ponte San Ludovico tra Italia e Francia.
Il luogo deve il nome al tipico colore della roccia meteorizzata, una falesia alta circa 100 m formata da calcare dolomitico ricco di minerali ferrosi. Il sito e l'area archeologica sono gestiti della Direzione Regionale Musei della Liguria del Ministero per i Beni e le Attività Culturali e per il Turismo.

## Caratteristiche
Il complesso è formato da una quindicina di cavità, di cui le più importanti sono (da ovest ad est):
- la grotta del Conte Costantini;
- la grotta dei Fanciulli;
- la grotta di Florestano, così intitolata in onore del principe di Monaco che, nel 1846, finanziò i primi scavi;
- il riparo Mochi;
- la grotta del Caviglione;
- la Barma grande[3] (barma vuol dire "riparo roccioso" nel dialetto locale);
- la grotta del Principe, la più vasta (35 × 18 × 22 m);
- il riparo Bombrini[4].

Fra i numerosi reperti in esse rinvenuti vi sono resti di animali di varie epoche, sepolture umane (in tutto una ventina), svariati oggetti (fra cui statuette - le cosiddette Veneri dei Balzi Rossi -, ornamenti, utensili in pietra) e anche un'incisione rupestre raffigurante un cavallo. Almeno sette degli scheletri scoperti sono riferibili alla presenza dei Cro-Magnon, il cui tipo locale era denominato Uomo di Grimaldi.
Presso le grotte è allestito un museo (fondato nel 1898 da sir Thomas Hanbury, ampliato e rinnovato nel 1994), che custodisce alcuni degli scheletri e dei manufatti ritrovati.

### Riparo Bombrini
Qui, nello scavo di Riparo Bombrini, è attestata la presenza, in epoche diverse, dei Cro-Magnon, associato a reperti propri della cultura proto-aurignaziana, come dell'Homo neanderthalensis, associato a quelli musteriani; uno studio comparato sull'organizzazione degli spazi posta in essere dalle due specie, resa possibile perché riferita a differenti livelli stratigrafici, ha dimostrato che questa organizzazione non presentava differenze sostanziali, dato che in entrambe le specie si separavano gli ambienti ad alta attività da quelli a bassa attività.
Nel riparo è stato trovato anche un pestello per macinare i cereali, che è stato datato a circa 40.000 anni a.C. (coevo a quello ritrovato nelle Grotte di Castelcivita in Campania) ovvero circa 30.000 anni prima del periodo in cui si pensa l'Homo Sapiens abbia iniziato a praticare l'agricoltura.

## Le principali sepolture
Le principali sepolture, tutte di individui del tipo di Cro-Magnon, si distinguono in un gruppo recente databile all'epigravettiano finale (ne fan parte i bambini messi in luce dal Rivière e lo scheletro femminile rinvenuto negli strati alti della grotta dei Fanciulli), ed uno precedente, gravettiano/aurignaziano. L'orizzonte più basso apparterrebbe al musteriano, e manca di reperti umani.
Di seguito l'elenco delle sepolture rinvenute:
- la singola sepoltura, scoperta nel 1872 da Émile Rivière nella grotta del Caviglione, nota come Donna di Caviglione[8][9];
- la tripla sepoltura, scoperta nel 1873 dallo stesso Rivière nella grotta Bausu da Ture, di un adolescente e due adulti di sesso maschile con caratteri simili a quelli del precedente rinvenimento;
- la doppia sepoltura, scoperta nel 1874 ancora da Émile Rivière nella grotta dei Fanciulli, di due bambini interrati alla profondità di 2,7 metri distesi sul dorso con le gambe flesse (da cui il nome della caverna) con la presenza di varie conchiglie marine in prossimità dell'anca;
- la singola sepoltura scoperta nel 1884 da Louis Jullien, collezionista di antichità che iniziò lo scavo nella Barma grande, ritrovando uno scheletro di un maschio adulto cosparso di ocra che venne distrutto per il rifiuto del proprietario della grotta, Giuseppe Abbo, di consegnare i resti al museo di Mentone; Jullien recuperò invece una serie di statuette denominate Veneri paleolitiche, caratterizzate dall'evidenziazione degli attributi genitali e della fecondità;[10]
- la tripla sepoltura, costituita da tre scheletri rinvenuti nel 1892 nella Barma grande da Giuseppe Abbo; si tratta di un maschio adulto, di una giovane e un adolescente disposti parallelamente nella stessa fossa da est a ovest e interrati insieme a un ricco corredo funebre comprendente conchiglie marine, lame di selce e canini di cervo; la datazione della sepoltura risale a circa 20000 anni fa.[10] L'adulto ha una statura intorno a 190 centimetri e possiede ossa degli arti superiori molto sviluppate ma fortemente intaccate dall'artrosi, indice di grande forza unita a intense attività; una caratteristica insolita per l'uomo moderno è una diversa strutturazione del margine ascellare della scapola, che evidenzia una grande potenza muscolare;
- due singole sepolture, scoperte nel 1894, sempre da Giuseppe Abbo nella Barma grande, una costituita da uno scheletro maschile adulto caratterizzato da una forte usura dentaria e l'altra formata dai resti di un adulto interrato sopra un antico focolare;
- la doppia sepoltura, scoperta nel 1901 dal canonico Léonce de Villeneuve nella grotta dei Fanciulli, formata da una donna anziana e un adolescente di tipo apparentemente non cromagnoide, disposti nella stessa fossa in posizione rannicchiata.

È a questi ultimi individui, in particolare, che si deve la definizione di "negroidi di Grimaldi" (poi "uomo di Grimaldi") a causa della morfologia apparentemente analoga al tipo umano negroide moderno. Questo almeno è quanto si era pensato sino agli inizi degli anni settanta, quando più attente analisi effettuate dall'antropologo dentario Pierre Legoux dimostrarono che il prognatismo facciale era dovuto nel caso della donna ad un difetto di masticazione e per l'adolescente si trattava di una contraffazione effettuata per fare rientrare la scoperta nella casistica dei cosiddetti "anelli mancanti" della catena evolutiva. In realtà anche questi due individui appartenevano al tipo Cro-Magnon come tutti gli altri.

## Via Julia Augusta
Lasciando il capo della Mortola, la via Julia Augusta proseguiva il suo itinerario verso Cemenelum attraversando la falesia dei Balzi Rossi.
Nell'ambiente naturale dei Balzi Rossi è difficile trovare (dopo la costruzione, nel Novecento, della linea ferroviaria Ventimiglia-Nizza e i danni causati dalla seconda guerra mondiale) delle tracce conservate dell'antica via romana.
Oggi, a valle della ferrovia, si può osservare l'unica testimonianza, una "tagliata" scavata nella roccia che permetteva il passaggio, quasi in riva al mare, della strada romana.

## Galleria d'immagini

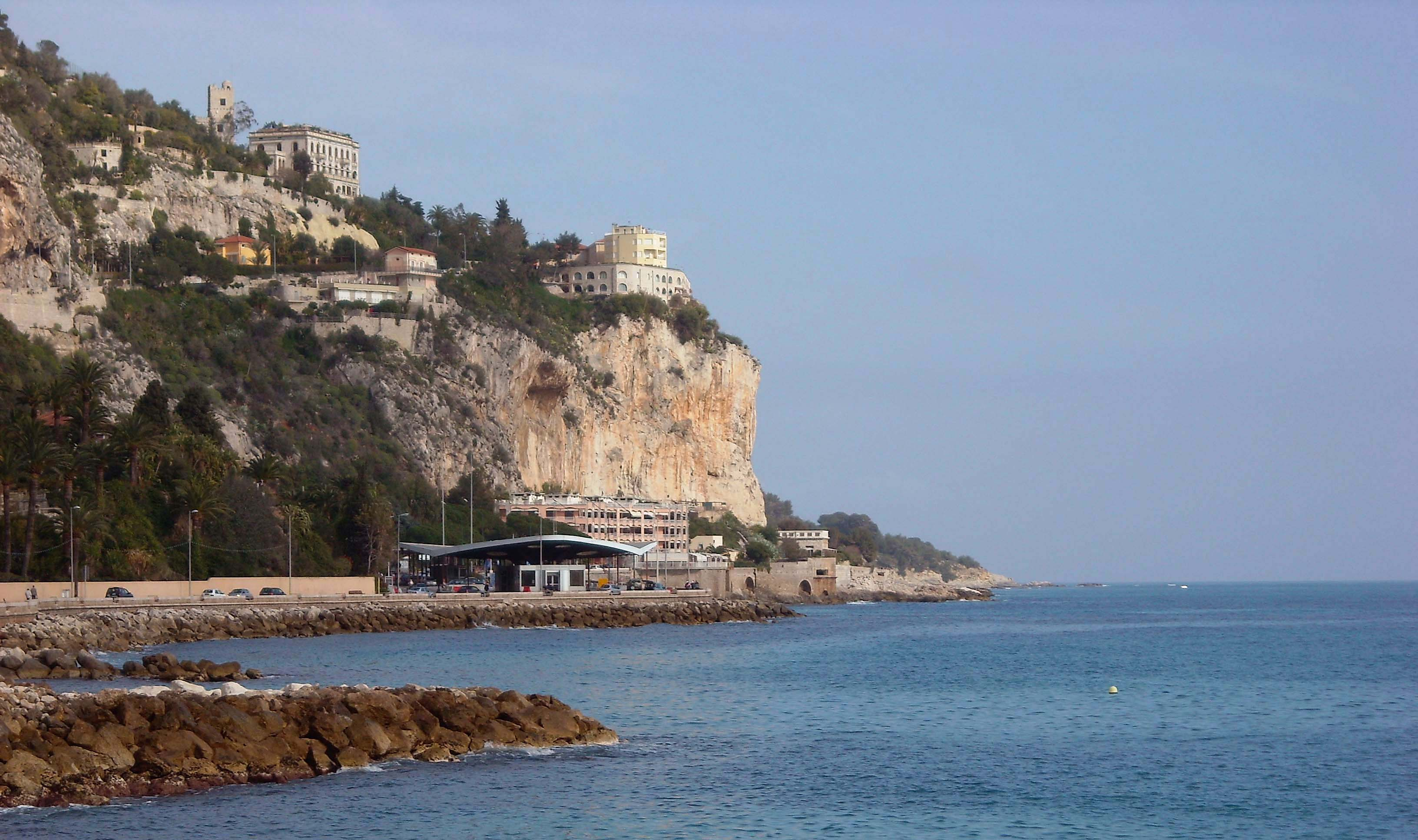
Il sito visto da Mentone
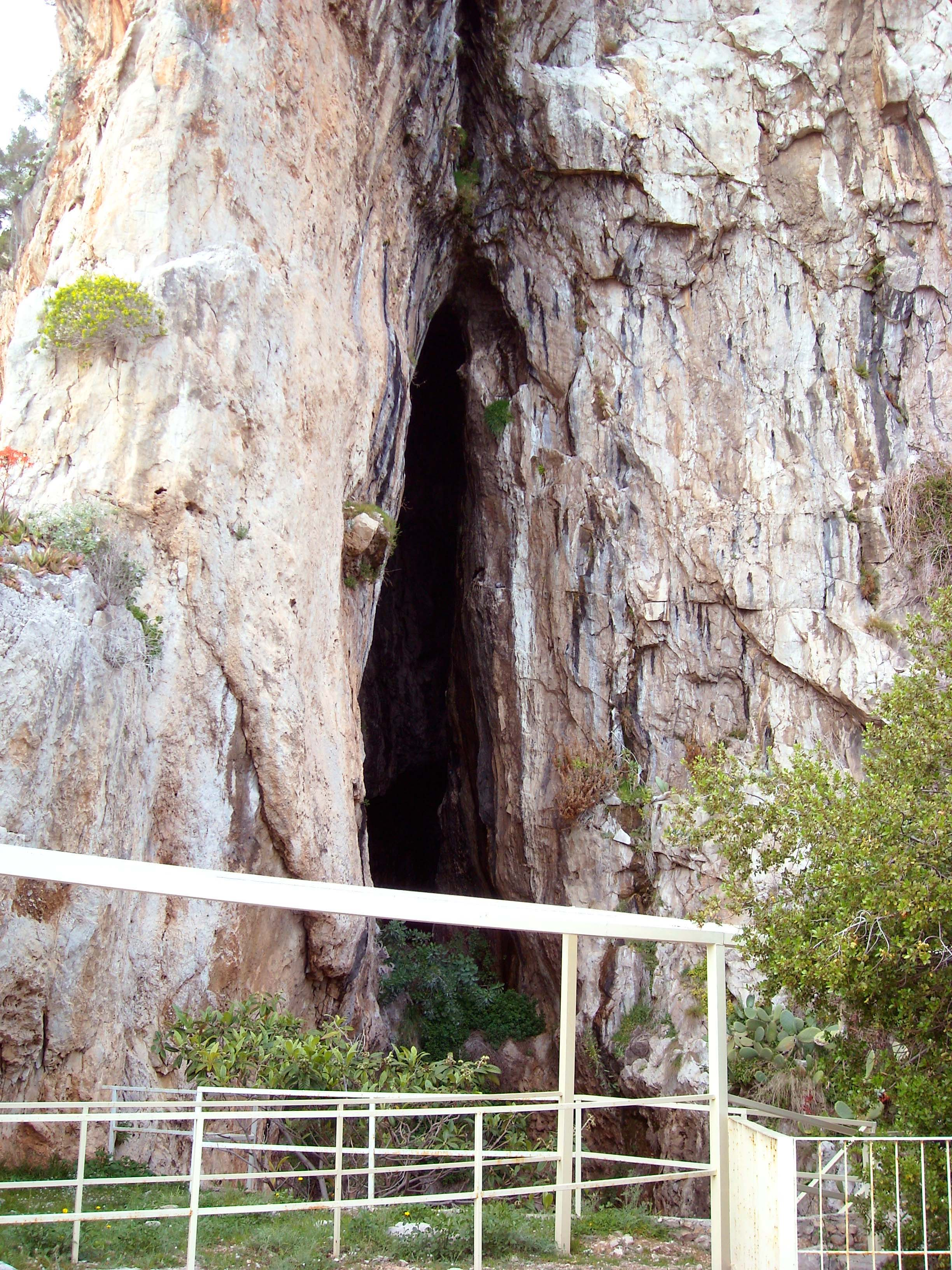
Barma grande.
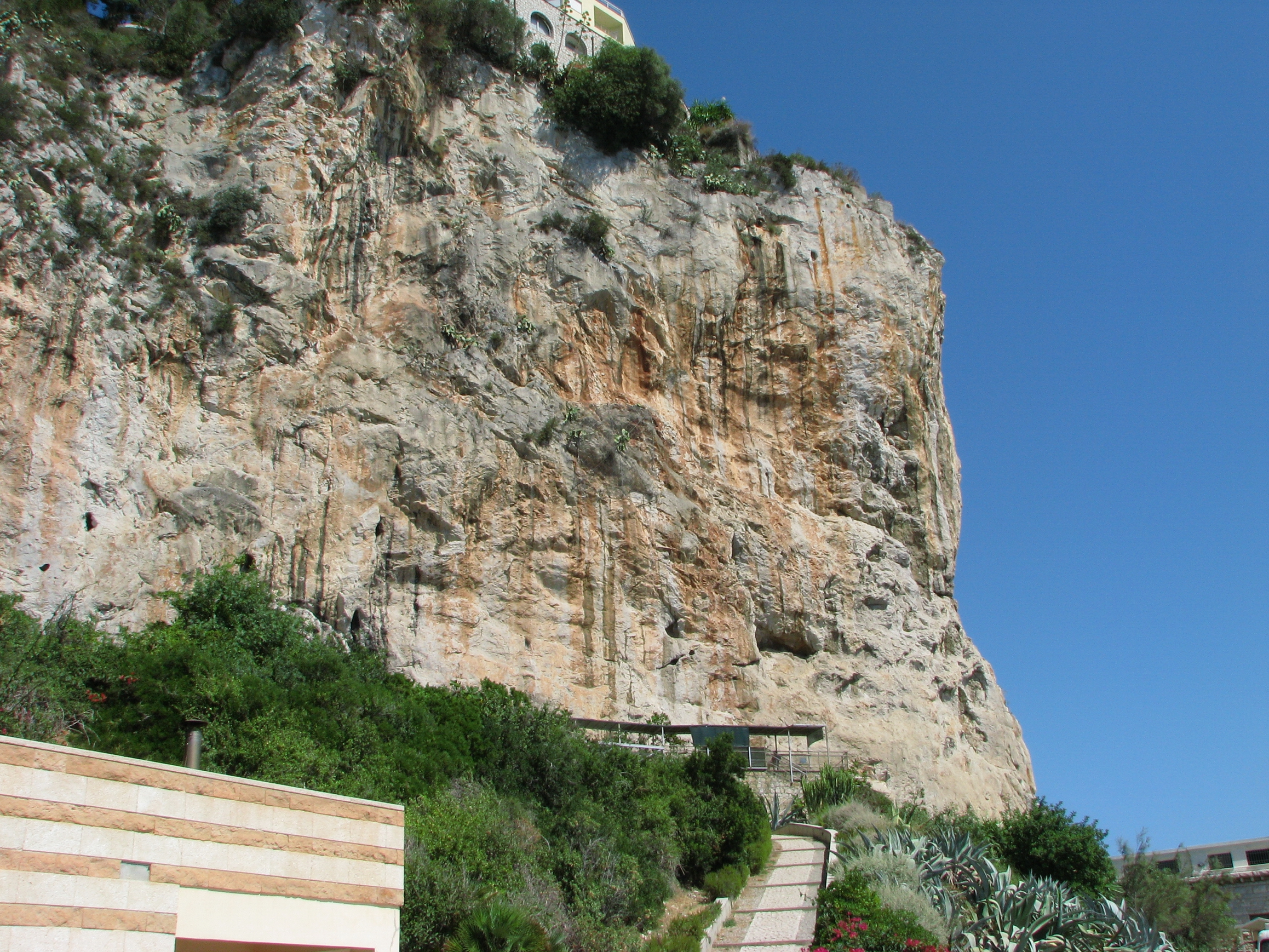
La falesia
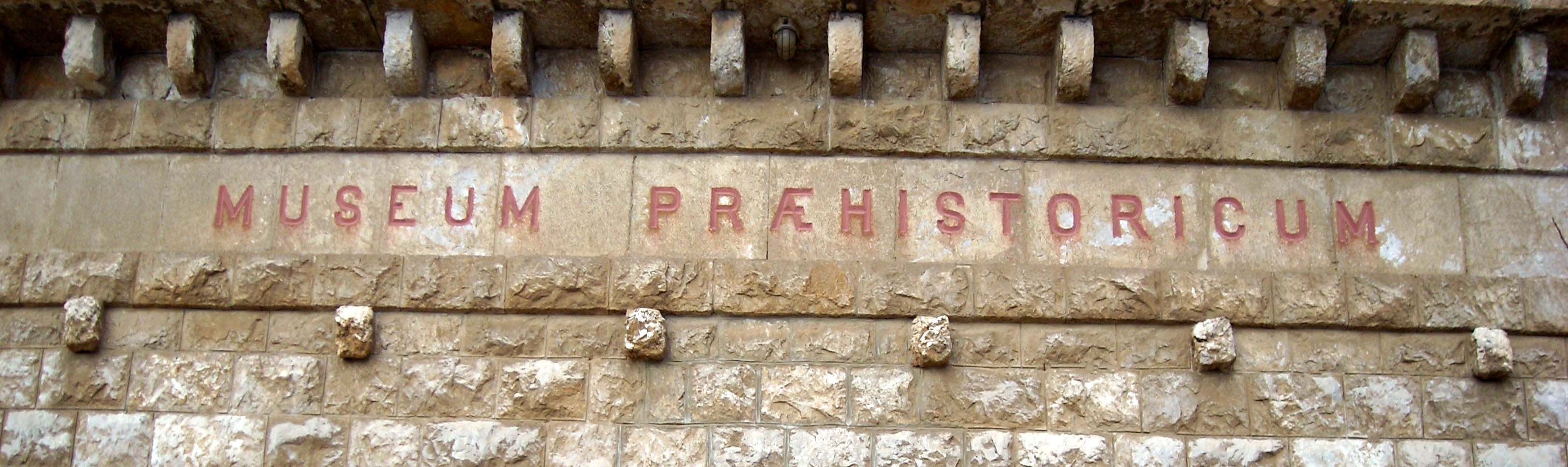
Iscrizione sul "Museo vecchio"
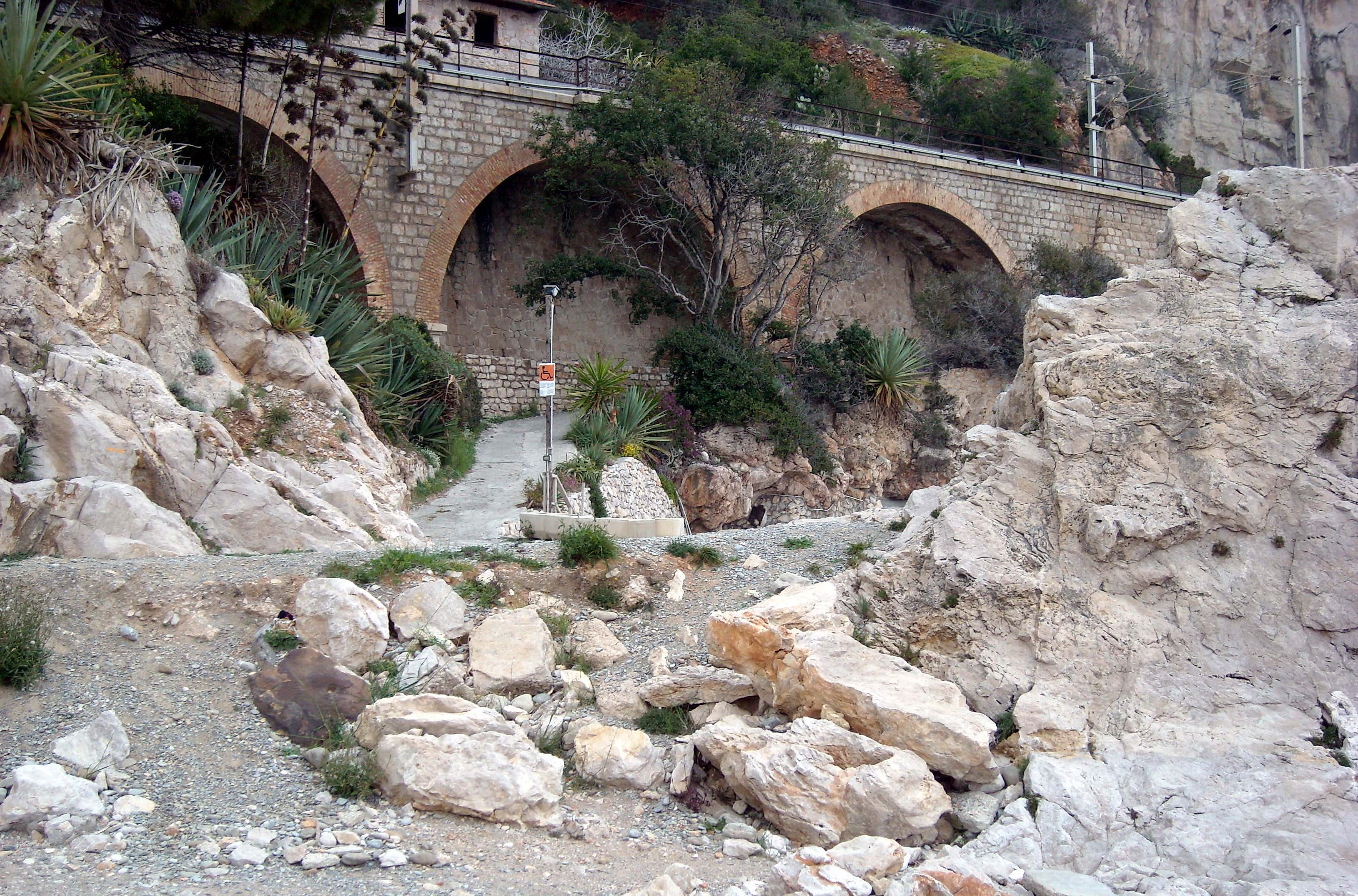
La "tagliata" in situ
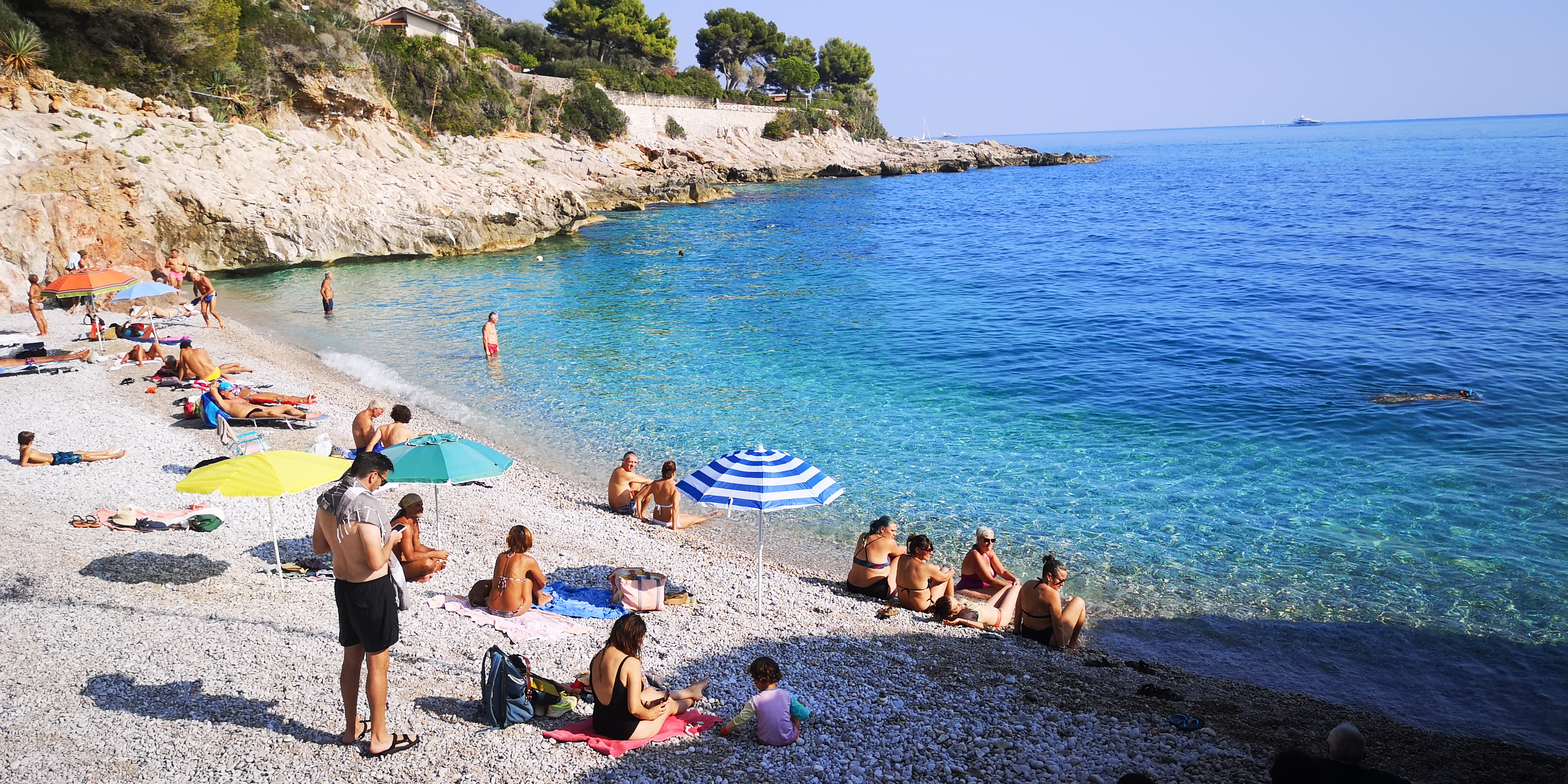
Spiaggetta dei Balzi Rossi